# Phanotea digitata
Phanotea digitata là một loài nhện trong họ Zoropsidae.
Loài này thuộc chi Phanotea. Phanotea digitata được Charles E. Griswold miêu tả năm 1994.